# William Michael Ryan
Pour les articles homonymes, voir Ryan.
Cet article possède un paronyme, voir William Ryan.
William Michael Ryan (1887-1938) est un avocat, un journaliste et un homme politique canadien du Nouveau-Brunswick.

## Biographie
William Michael Ryan naît le 22 novembre 1887 à Saint-Jean. Il suit des études au Collège Saint-Joseph où il obtient une maîtrise en arts, puis un bachelor of Civil Law à l'université de King's College.
Il devient journaliste au Telegraph-Journal et au Regina Leader.
Il se lance en politique et brigue le siège de député de la circonscription de Saint-Jean—Albert mais est battu en 1926 et en 1930. Il est finalement élu le 14 octobre 1935 et meurt durant l'exercice de son mandat, le 4 janvier 1938.